# Frances Callier
Eleanor Frances Callier, più nota semplicemente come Frances Callier (17 maggio 1969), è un'attrice statunitense.

## Biografia
Ha partecipato a numerose serie televisive, sia in ruoli importanti che in piccole parti. È conosciuta principalmente per il suo ruolo di Roxie nel telefilm statunitense Hannah Montana .Per il quale ha recitato dal 2006 al 2008. Il personaggio che interpreta in Hannah Montana si chiama Roxie, ed è la guardia del corpo di Hannah, sa il suo segreto e vive con lei. Precisamente in Hannah Montana ha recitato "circa" in dieci episodi. In un episodio della seconda stagione è stata citata solo una volta da Miley. Invece nell'episodio della seconda stagione "È questa la vita che volevi?" appare come Roxi, ma poi Miley, quando vide una stella cadente, esprime il desiderio di essere Hannah tutto il tempo; ma poi l'angelo custode di Miley si traveste da Roxie per farla sentire più a suo agio.
Ha inoltre partecipato al programma televisivo Best Week Ever di VH1 nel 2005.

## Filmografia
- Curb Your Enthusiasm - serie TV, 1 episodio (2001)
- Frasier - serie TV, 1 episodio (2003)
- La vita secondo Jim - serie TV, 1 episodio (2004)
- Drake e Josh - serie TV, 1 episodio (2004)
- Hanna Montana - serie TV, 8 episodi (2006-2008)
- Drive - serie TV, 1 episodio (2007)
- La verità è che non li piaci abbastanza, regia di Ken Kwapis (2009)
- The League - serie TV, 1 episodio (2010)
- 2 Broke Girls - serie TV, 1 episodio (2012)
- Sydney to the Max - serie TV, 1 episodio (2019)
- Wine Country, regia di Amy Poehler (2019)